# Quân kỳ Quân đội nhân dân Việt Nam

Quân kỳ "Quyết Thắng" của quân đội nhân dân Việt Nam.

Quân kỳ Quân đội nhân dân Việt Nam hay "Quân kỳ Quyết Thắng" là một lá cờ được các lực lượng của Quân đội nhân dân Việt Nam sử dụng dựa trên quốc kỳ Việt Nam.
Quân kỳ Quân đội nhân dân Việt Nam là một hình chữ nhật màu đỏ, chiều rộng bằng 2/3 chiều dài, giữa có ngôi sao vàng năm cánh , góc trên phía bên trái có dòng chữ "Quyết thắng" in hoa màu vàng.

## Lịch sử
Trước 1954, quân đội nhân dân Việt Nam không có và chưa có khái niệm về "quân kỳ". Các lực lượng vũ trang, đơn vị lớn nhỏ đều lấy quốc kỳ Việt Nam Dân chủ Cộng hòa làm cờ riêng.

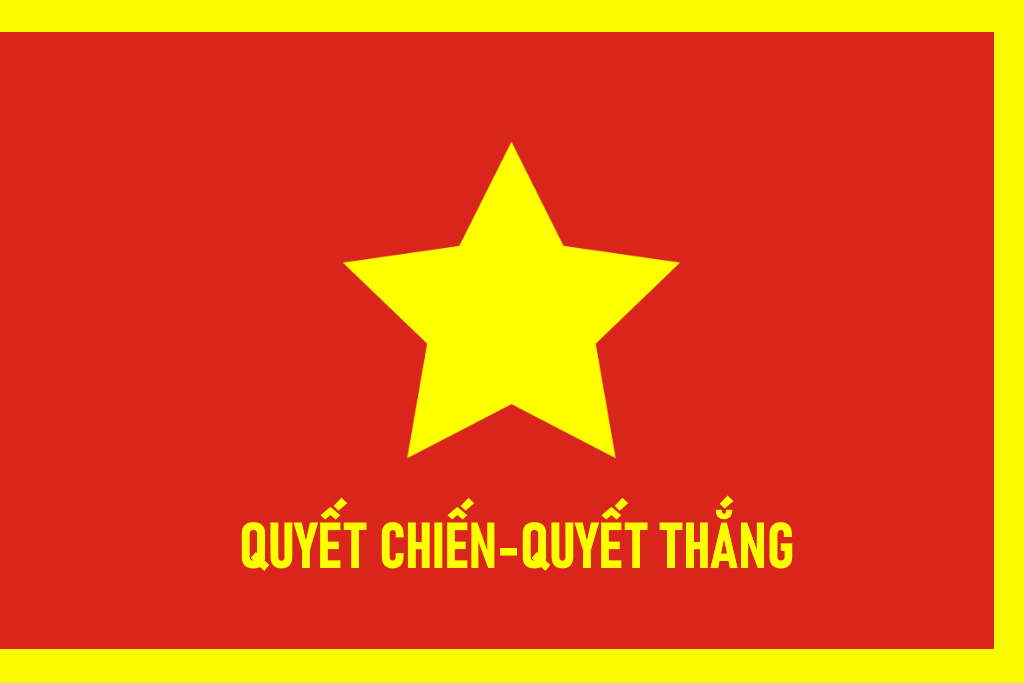
Quân kỳ "Quyết chiến-Quyết thắng"

Vào cuối cuộc chiến tranh Đông Dương lần thứ nhất, đã có nhiều đơn vị quân đội nhân dân Việt Nam sử dụng quân kỳ. Quân kỳ có hình chữ nhật màu đỏ, giữa có ngôi sao vàng năm cánh của Việt Nam Dân chủ Cộng hòa trước năm 1955, dưới ngôi sao có dòng chữ "Quyết chiến-Quyết thắng", có thể có đường viền vàng. 
Trong chiến thắng Điện Biên Phủ 1954 của quân đội nhân dân Việt Nam, lá cờ Quyết chiến-Quyết thắng đã tung bay trên nóc hầm chỉ huy của tướng De Castries (Đờ- cát).
Sau năm 1955, quân kỳ quân đội nhân dân Việt Nam được quy định giống ngày nay.
Huân chương "Quân kỳ Quyết thắng" được Chính phủ nước Việt Nam Dân chủ Cộng hòa quyết định lấy làm phần thưởng cao quý ngày 25-12-1954.

## Một số biến thể
| Lực lượng hoặc khu vực                                   | Hình ảnh |
| Năm được sử dụng                                         |          |
| -------------------------------------------------------- | -------- |
| Lực lượng vũ trang giải phóng miền Nam Việt Nam1961-1976 |          |
| Quân chủng Hải quân1955-nay                              |          |
| Quân chủng Phòng không – Không quân1955-nay              |          |
| Bộ đội Biên phòng Việt Nam1958-nay                       |          |
| Cảnh sát biển Việt Nam2008-nay                           |          |
| Binh chủng Thông tin Liên lạc1958-nay                    |          |
| Hải quân Việt Nam ở Trường Sa Lớn                        |          |